# Laminaribioza fosforilaza
Laminaribioza fosforilaza (EC 2.4.1.31, laminaribiozna fosforilaza) je enzim sa sistematskim imenom 3-beta-D-glukozil--glukoza:fosfat alfa-D-glukoziltransferaza. Ovaj enzim katalizuje sledeću hemijsku reakciju
3-beta--glukozil--glukoza + fosfat {\displaystyle \rightleftharpoons } D-glukoza + alfa-D-glukoza 1-fosfat
Ovaj enzim takođe deluje on 1,3-beta-D-oligoglukane.

## Literatura
- Nicholas C. Price; Lewis Stevens (1999). Fundamentals of Enzymology: The Cell and Molecular Biology of Catalytic Proteins (Third изд.). USA: Oxford University Press. ISBN 019850229X.
- Eric J. Toone (2006). Advances in Enzymology and Related Areas of Molecular Biology, Protein Evolution (Volume 75 изд.). Wiley-Interscience. ISBN 0471205036.
- Branden C; Tooze J. Introduction to Protein Structure. New York, NY: Garland Publishing. ISBN 0-8153-2305-0.
- Irwin H. Segel. Enzyme Kinetics: Behavior and Analysis of Rapid Equilibrium and Steady-State Enzyme Systems (Book 44 изд.). Wiley Classics Library. ISBN 0471303097.
- William P. Jencks (1987). Catalysis in Chemistry and Enzymology. Dover Publications. ISBN 0486654605.

## Spoljašnje veze
- Laminaribiose+phosphorylase на 